# Vnitřní lékařství

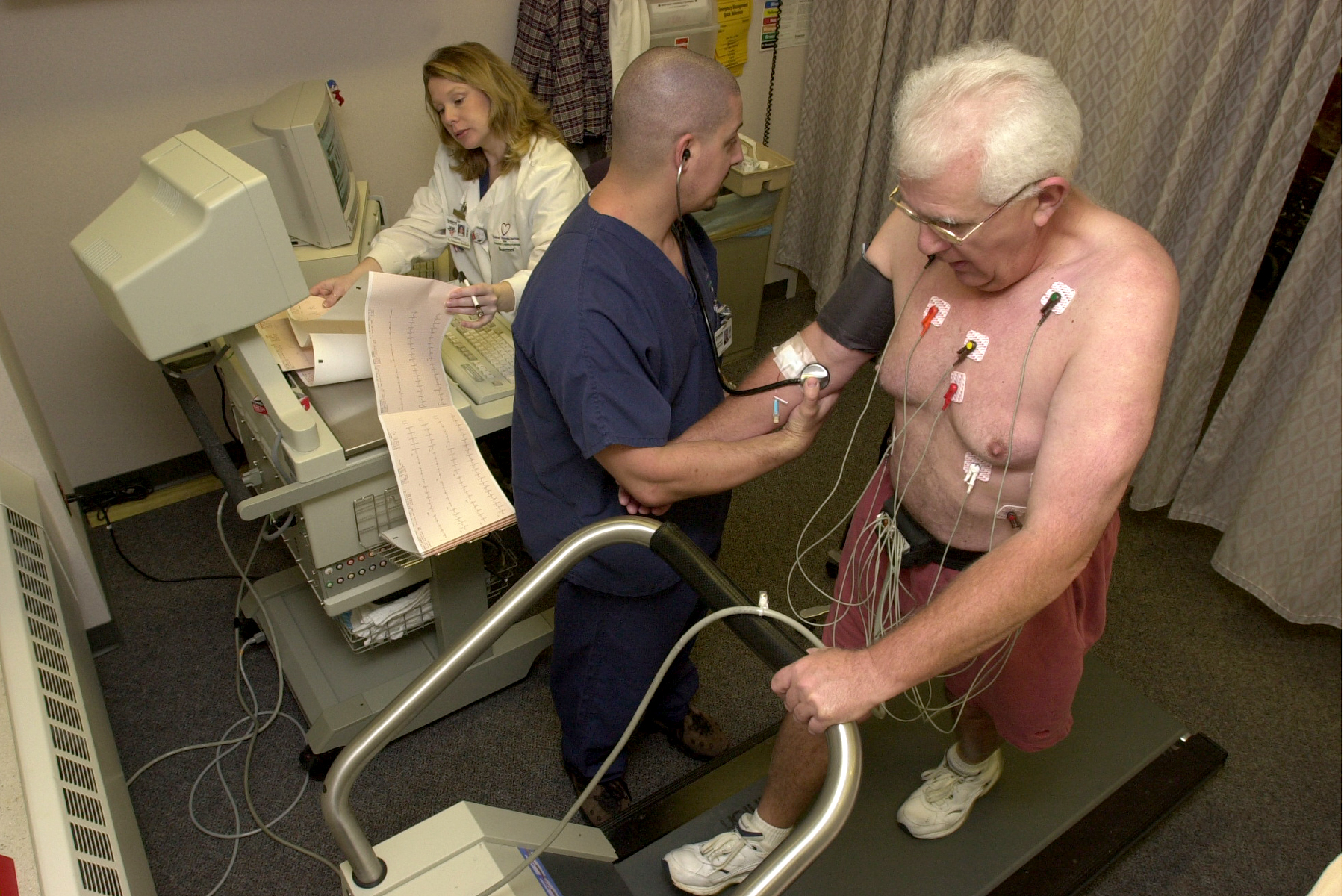
Zátěžový test

Vnitřní lékařství (také interní medicína, hovorově též interna) je jeden ze základních oborů klinické medicíny. Zabývá se diagnózou a převážně nechirurgickou léčbou onemocnění vnitřních orgánů u dospělých. Interními chorobami dětí se zabývá pediatrie a proto může být považována také za obor vnitřního lékařství. Přestože termín vnitřní lékařství může svádět k domněnce, že se zabývá pouze onemocněními vnitřních orgánů, není tomu tak, internisté léčí celého člověka, nejen vnitřní orgány.

## Definice internisty
Internista je lékař atestovaný v oboru vnitřní lékařství, popř. v podoboru specializujícím se na choroby jednoho systému nebo skupinu příbuzných chorob. Internista může být nemocniční nebo ambulantní, i když mnoho nemocnic provozuje i interní ambulance.
Hlavní rozdíl mezi ambulantním internistou a praktickým lékařem (též praktikem, hovorově obvoďákem) spočívá v pozici v poskytování zdravotní péče. Praktik poskytuje primární péči, je v přímém kontaktu se svými pacienty a měl by klást velký důraz na prevenci, měl by ovládat širší spektrum výkonů na základní úrovni. Naproti tomu internista je lékařem druhého kontaktu — to znamená, že se obvykle setká s pacientem, kterého k němu odešle praktický lékař. Internista je více specializovaný než praktik, a proto může v rámci svých znalostí poskytnout lepší péči.
Nemocniční internisté poskytují péči těm nemocným, jejichž stav je natolik vážný, že vyžaduje hospitalizaci. Nemocniční interní medicína se vyvíjí v nový samostatný specializační obor nemocniční medicína.
Protože je vnitřní lékařství poměrně široký obor, dochází k vyčleňování specialistů pouze na určité orgány nebo systémy, například kardiologie se zabývá diagnostikou a terapií chorob srdce, onkologie diagnostikou a terapií nádorů.
Internisté jsou kvalifikováni k tomu, aby řešili obtížné diagnostické problémy a léčili závažná chronická onemocnění včetně situací, kdy se projeví několik různých chorob najednou (tzv. polymorbidita).

## Specializace vnitřního lékařství

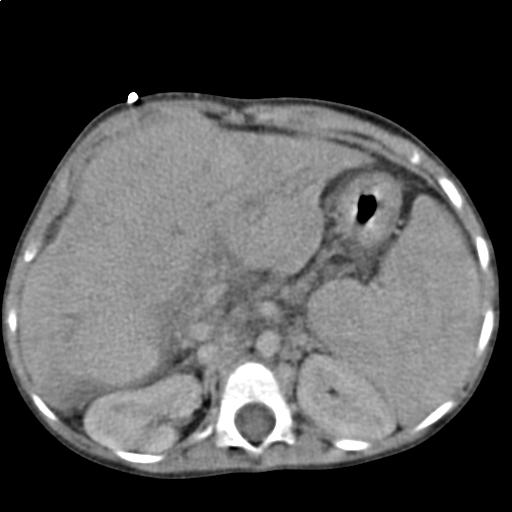
Cirhóza jater u tříletého dítěte (CT snímek)

Pokud se chce lékař – absolvent lékařské fakulty – specializovat pro obor vnitřní lékařství, může si zvolit buď obor vnitřní lékařství (všeobecná interna), nebo některý z podoborů specializujících se na některý orgánový systém nebo na skupinu chorob. Atestační příprava trvá obvykle nejméně pět let, z toho nejméně dva roky společný interní základ (s výjimkou pediatrie) následovaný třemi lety specializačního výcviku.
Zákon č. 95/2004 Sb. O podmínkách získávání a uznávání odborné způsobilosti a specializované způsobilosti k výkonu zdravotnického povolání lékaře, zubního lékaře a farmaceuta definuje následující interní obory, ve kterých lze v ČR získat atestaci:
- alergologie a klinická imunologie – zabývá se diagnostikou a léčbou poruch imunity
- angiologie – zabývá se diagnostikou a léčbou onemocnění cév
- diabetologie – zabývá se diagnostikou a léčbou diabetes mellitus (cukrovka)
- endokrinologie – zabývá se diagnostikou a léčbou chorob žláz s vnitřní sekrecí
- gastroenterologie – zabývá se diagnostikou a léčbou chorob trávicího traktu, včetně chorob jater, žlučníku a pankreatu
- geriatrie – zabývá se specifiky diagnostiky a léčby vnitřních chorob ve stáří
- hematologie a transfuzní lékařství – zabývá se diagnostikou a léčbou chorob krve a zajišťuje transfúzní službu
- infekční lékařství – zabývá se diagnostikou, léčbou a prevencí infekčních chorob
- kardiologie – zabývá se diagnostikou, léčbou a prevencí onemocnění srdce
- klinická onkologie, radiační onkologie – zabývá se diagnostikou a terapií nádorových onemocnění
- lékařská genetika – zabývá se diagnostikou a prevencí dědičných chorob
- nefrologie – zabývá se diagnostikou a léčbou onemocnění ledvin
- pediatrie – zabývá se specifiky diagnostiky a léčby vnitřních chorob v dětství
- revmatologie – zabývá se diagnostikou a konzervativní léčbou onemocnění pohybového aparátu
- tuberkulóza a respirační nemoci – zabývá se především diagnostikou a léčbou tuberkulózy
- vnitřní lékařství – všeobecná interna

Na společný interní základ navazují i některé další obory, které jsou sice vnitřnímu lékařství blízké, ale jsou převážně laboratorní:
- klinická biochemie – zabývá se indikací a hodnocením biochemických vyšetření a hodnocením a péčí o kvalitu těchto vyšetření
- klinická farmakologie – zabývá se hodnocením a úpravami farmakoterapie, zejména u komplikovaných pacientů

Po atestaci v oboru vnitřní lékařství může lékař získat atestaci v oboru "nástavbovém":
- intenzívní medicína – zabývá se intenzivní péčí o pacienty v těžkém stavu
- paliativní medicína a léčba bolesti – zabývá se léčbou chronické bolesti

## Diagnostické postupy

### Anamnéza
Základem diagnostického postupu je podrobná anamnéza (angl. medical history), ve které se důkladně shrnou nejen současné obtíže, ale i předchozí choroby, výskyt chorob v rodině, pracovní a sociální situace, návyky a užívané léky. Staří klasici interny (např. prof. Thomayer) říkávali, že dobře udělaná anamnéze je více než polovina diagnózy. Obvykle se anamnéza člení do následujících oddílů, a to i v psané formě:
- Nynější onemocnění (NO) – popis současných pacientových obtíží, včetně jejich vzniku a vývoje
- Rodinná anamnéza (RA) – výskyt některých chorob u příbuzných pacienta, zejména nádorových onemocnění, hypertenze, infarktu myokardu, mozkové mrtvice, plicní embolie, cukrovky, tuberkulózy a psychických poruch
- Osobní anamnéza – popis všech onemocnění a závažnějších úrazů od narození do současnosti
  - Gynekologická anamnéza (GA)(jen u žen) – začátek a konec menstruace, těhotenství, porody, potraty, antikoncepce
  - Alergologická anamnéza (AA) – přehled alergií
  - Farmakologická anamnéza (FA) – současně užívané léky
  - Abúzy – množství alkoholu, cigaret, černé kávy a drog
- Pracovní anamnéza (PA) – doba a charakter práce, předchozí zaměstnání
- Sociální anamnéza (SA) – vztahy v rodině, charakter bydliště

### Fyzikální vyšetření

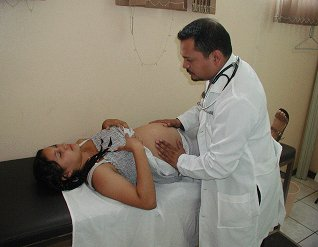
Vyšetření pohmatem

Fyzikální vyšetření je definováno jako vyšetření pacienta bez pomůcek nebo jen s minimálním vybavením. Základními vyšetřovacími postupy jsou
- Pohled (aspekce) – lékař si všímá konfigurace a barvy jednotlivých částí těla i typických projevů některých chorob (např. Kussmaulovo dýchání, Cheyneovo–Stokesovo dýchání, tremor, paréza, …)
- Poklep (perkuze) – lékař poklepem zjišťuje, jaký zvuk která část těla vydává
- Pohmat (palpace) – pohmatem se zkoumá napětí, bolestivost, hledají se rezistence
- Poslech (auskultace) – poslech pomocí fonendoskopu umožňuje hodnotit pohyb krve, plynů i tráveniny příslušným systémem

Pořadí a význam jednotlivých metod se liší orgán od orgánu. Záznam důkladného fyzikálního vyšetření nejdříve celkového vzhledu pacienta a potom podrobného vyšetření jednotlivých systémů se nazývá status praesens (zkráceně status).

### Diferenciální diagnóza
V ideálním případě by měl po získání anamnézy a statusu lékař dospět buď k jednoznačnému závěru, že jde o určitou chorobu, nebo by měl alespoň zúžit okruh možných chorob. Nyní musí lékař provést to, co je na interní medicíně pro začínající lékaře nejobtížnější a co činí interní medicínu zajímavou, totiž diferenciální diagnostiku.
Diferenciální diagnostika spočívá v tom, že lékař zvolí nejpravděpodobnější diagnózu z možných diagnóz odpovídajících nálezu a indikuje další vyšetření (tzv. pomocná vyšetření), která pracovní diagnózu buď potvrdí nebo vyvrátí.

### Pomocná vyšetření
Pojmem pomocná vyšetření (nověji a přiléhavěji též paraklinická vyšetření) indikuje lékař, když potřebuje potvrdit diagnózu, stanovit rozsah choroby nebo stále častěji i při záchytu choroby ještě před jejím propuknutím v rámci preventivních prohlídek. Patří sem celá řada metod biochemických, imunologických, mikrobiologických, histologických, endoskopických, radiologických a dalších.
V praxi se obvykle používá jakou základní vyšetření na interním oddělení RTG hrudníku, krevní obraz, základní biochemie krve (sodík, draslík, glukóza, močovina, kreatinin, kyselina močová a cholesterol), základní biochemie moči testačním proužkem (glukóza, žlučová barviva, krev a bílkoviny).
Důležitou roli v rozhodování o indikaci pomocné vyšetřovací metody hrají i další faktory, především cena vyšetření a zátěž pacienta radioaktivním zářením.

## Terapie

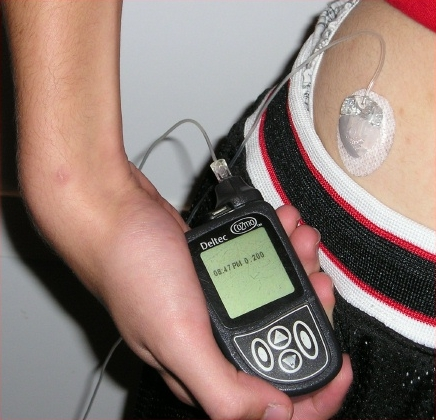
Inzulinová pumpa s infuzní sadou

Pokud je lékaři již jasná diagnóza, zahajuje léčbu. V některých případech není známá léčba nebo se nedaří zjistit příčinu pacientových obtíží – pak se lékaři snaží pacientovi alespoň ulevit od symptomů.
Základem terapie v interních oborech je terapie konzervativní, tedy bez odstranění nemocné části těla. Konzervativní terapie spočívá především ve farmakoterapii, uplatňují se ale i další postupy jako např. diety, rehabilitace nebo fyzikální terapie. Moderní vnitřní lékařství však používá i další ne zcela konzervativní metody, zejména endoskopické metody, na hraně mezi radikálními a konzervativními postupy je i radioterapie a terapeutická použití ultrazvuku o vysoké intenzitě.